# Living for the City
Living for the City è una canzone scritta, prodotta e registrata da Stevie Wonder nel 1973, pubblicata come secondo singolo estratto dall'album Innervisions.
Il brano, una denuncia delle discriminazioni razziali, è considerato uno dei più sofferti della intera discografia di Wonder.
Il singolo raggiunse l'ottava posizione della Billboard Hot 100  e la vetta della R&B chart,  e nel 2005 la rivista Rolling Stone l'ha posizionata al 104 nella lista della 500 migliori canzoni della storia.
Nel brano Wonder suona tutti gli strumenti, ma nell'intermezzo parlato compaiono le voci del fratello Calvin, del suo road manager Ira Tucker Jr., di un poliziotto di New York e dell'avvocato Jonathan Vigoda.

## Cover
Living for the City è stato oggetto di numerose cover nel corso degli anni, fra cui si ricordano le versioni di Ray Charles, Gillan, Danny Bowes e Luke Morley, Ramsey Lewis, Jonny Lang, Melissa O'Neil, Bonnie Tyler, Ike & Tina Turner, Alicia Keys, Michael McDonald e dai Toto.

## Tracce
1. Living For The City – 3:39
2. Visions – 5:18

## Classifiche
| Classifica (1973)      | Posizione più alta |
| ---------------------- | ------------------ |
| U.S. Billboard Hot 100 | 8                  |
| U.S. R&B Chart         | 1                  |
| Regno Unito            | 15                 |